# Edgar Allan Poe
Edgar Allan Poe (Boston, Massachusetts, SAD, 19. siječnja 1809. – Baltimore, Maryland, SAD, 7. listopada 1849.), rođen kao Edgar Poe, bio je američki pisac, pjesnik, urednik i književni kritičar iz doba američkog romantizma.

## Životopis
Njegov otac i majka, David Poe ml. i Elizabeth Hopkins Poe (oboje zanimanjem glumci) preminuli su u roku od dvije godine nakon njegova rođenja (otac 1810., majka 1811.). Poea je posvojio trgovac duhanom John Allan iz Richmonda, koji ga je nakon nekoliko godina poslao u Englesku gdje je Poe od 1815. do 1820. pohađao Manor School u Swindon Newingtonu. Nikad legalno posvojen, prezime Allan uzeo je kao srednje ime.
Godine 1826., Poe odlazi na studij na Virginijsko sveučilište, no izbačen je zbog kockarskih dugova, što ga dovodi u svađu s Johnom Allanom koji ga se tada odrekao kao sina. Godine 1827. pridružio se vojsci, lagavši o svom imenu i dobi; 1830. stiže do West Pointa, ali je izbačen godinu kasnije zbog neizvršavanja dužnosti.
O sljedećem periodu Poeova života malo se zna, osim da je 1833. živio s očevom sestrom u Baltimoreu. Nakon što je kratkom pričom Poruka u boci osvojio 50 dolara, započinje karijeru spisatelja: u časopisima Southern Literary Messenger (u Richmondu, gdje je stvarao od 1835. do 1837.), te philadephijskim Burton's Gentleman's Magazine i Graham's Magazine (1839. – 1843.), izlaze neka od njegovih najpoznatijih djela.
Godine 1836., Poe ženi trinaestogodišnju rođakinju Virginiju Clemm, koja će kasnije od posljedica tuberkuloze postati invalidom, te naposljetku i preminuti, što se smatra uzrokom Poeovog neobuzdanog alkoholizma i uzimanja opijuma. Slavna pjesma Annabel Lee (1849.) posvećena je Virginiji.
Njegova prva zbirka, Priče iz Groteske i Arabeske, pojavila se 1840. godine, a sadrži jedno od njegovih najpoznatijih djela, Pad kuće Usherovih. U ranim 1840-ima, izlazi i Školjkareva prva knjiga, njegovo najprodavanije djelo. 
Mračna poema o izgubljenoj ljubavi, Gavran donijela je Poeu svjetsku slavu kad je izdana 1845., a Umorstva u Rue Morgue te Ukradeno pismo, također iz tog perioda, smatraju se Poeovim najpoznatijim kriminalističkim romanima. Također, bio je aktivan književni novinar.
Godine 1848., depresivan i u očaju, Poe pokušava samoubojstvo. Nakon toga je poslije zabave na putu novoj zaručnici nestao na tri dana. Pojavio se u vrlo čudnom stanju u Baltimoreu, gdje je i na koncu preminuo 7. listopada 1849. godine.

## Djela
Poeov opus obiluje romanima, kratkim pričama te pjesmama i smatra se ogromnim doprinosom svjetskoj književnosti, pogotovo u žanru horora i kriminalistike.

### Kratke priče
- Umorstvo
- Berenica
- Crni mačak
- Bačva amontillada
- Spuštanje u Maelstrom
- The Devil in the Belfry
- Anđeo svega čudnog
- Posjed Arnheim
- Eleonora
- Činjenice o slučaju gospodina Valdemara
- Pad kuće Usher
- Zlatni kukac
- Đavao perverznosti
- The Island of the Fay
- Landorov ljetnikovac
- Krabulja crvene smrti
- Mesmeričko otkrivenje
- Umorstva u ulici Morgue
- Duguljasti sanduk
- Jama i njihalo
- Prijevremeni pokop
- Ukradeno pismo
- Tišina
- Izdajničko srce
- The Thousand-and-Second Tale of Scheherezade
- Von Kempelen i njegovo otkriće
- William Wilson
- Čovjek svjetine
- Rukopis pronađen u boci
- Ligeja
- U škripcu
- Mellonta Tauta

### Romani
- Doživljaji Arthura Gordona Pyma
- Sfinga
- The System of Dr. Tarr and Professor Fether
- A Tale of the Ragged Mountains
- The Haunted Palace

### Pjesme
- Izabrane pjesme - Edgar Allan Poe  (uz prijevode na više svjetskih jezika)
- Alone
- Annabel Lee
- Eldorado
- Lenore
- Sonnet: To Science
- Zvona
- Gavran
- To Helen
- Ulalume
- Za Annie
- Eulalie
- Spavačica
- Sonet mojoj majci
- San u snu
- Israfel
- Dolina nemira
- Grad u moru

## Vanjske poveznice
- The Edgar Allan Poe Society of Baltimore (engl.)
- Dom Edgara Allana Poea (engl.)
- Poeov muzej u Richmondu  Arhivirana inačica izvorne stranice od 8. veljače 2011. (Wayback Machine) (engl.)